# Ligue des champions de basket-ball 2018-2019
Navigation
2017-2018 2019-2020
La Ligue des champions de basket-ball 2018-2019 est la troisième édition de la ligue des champions de basket-ball.

## Équipes engagées
| Saison régulière                | Saison régulière               | Saison régulière                  | Saison régulière                   |
| ------------------------------- | ------------------------------ | --------------------------------- | ---------------------------------- |
| Le Mans SB (Champion)           | PAOK Salonique (3e)            | ČEZ Nymburk (Champion)            | Klaipėdos Neptūnas (3e)            |
| SIG Strasbourg (2e)             | Promitheas Patras (4e)         | BK Opava (2e)                     | Panevėžio Lietkabelis (4e)         |
| JDA Dijon (5e)                  | AEK Athènes T (5e)             | Iberostar Tenerife T (8e)         | Bandırma Banvit (4e)               |
| MHP Riesen Ludwigsburg (3e)     | Reyer Venise (3e)              | Montakit Fuelabrada (9e)          | Beşiktaş JK (5e)                   |
| Brose Baskets (4e)              | Sidigas Scandone (5e)          | Hapoël Holon (2e)                 | BC Ostende (Champion)              |
| Telekom Baskets Bonn (5e)       | Virtus Bologne (9e)            | Hapoël Jérusalem (3e)             | BK Ventspils (Champion)            |
| Anwil Włocławek (Champion)      | Union Olimpija (Champion)      |                                   |                                    |
| Troisième tour de qualification |                                |                                   |                                    |
| BK Pardubice (3e)               | Nanterre 92 (7e)               | Sakarya BB (8e)                   | CB Murcie (10e)                    |
| medi Bayreuth (6e)              |                                |                                   |                                    |
| Premier tour de qualification   |                                |                                   |                                    |
| Telenet Giants Antwerp (2e)     | Tsmoki-Minsk (Champion)        | Movistar Estudiantes Madrid (11e) | Aris Salonique (9e)                |
| Proximus Spirou Charleroi (3e)  | Lukoil Levski Sofia (Champion) | Kauhajoki Karhu Basket (Champion) | Szolnoki Olaj (Champion)           |
| Avtodor Saratov (6e)            | AEK Larnaca (Champion)         | Leicester Riders (Champion)       | Hapoël Tel-Aviv (4e)               |
| BK Nijni Novgorod (7e)          | Bakken Bears (Champion)        | BC Dinamo Tbilissi (Champion)     | Pallacanestro Cantù (7e)           |
| Sigal Prishtina (2e)            | KK Šiauliai (5e)               | Donar Groningen (Champion)        | Polski Cukier Toruń (3e)           |
| FC Porto (2e)                   | CSM CSU Oradea (Champion)      | Norrköping Dolphins (Champion)    | Fribourg Olympic Basket (Champion) |

## Compétition

### Qualifications

#### Premier tour
| Équipe 1                | Score     | Équipe 2                    | Aller   | Retour   |
| ----------------------- | --------- | --------------------------- | ------- | -------- |
| Leicester Riders        | 161 - 193 | Bakken Bears                | 77 - 90 | 84 - 103 |
| Fribourg Olympic Basket | 167 - 165 | Avtodor Saratov             | 89 - 89 | 78 - 76  |
| AEK Larnaca             | 129 - 159 | Telenet Giants Antwerp      | 74 - 83 | 55 - 76  |
| BC Dinamo Tbilissi      | 118 - 182 | Aris Salonique              | 64 - 90 | 54 - 92  |
| Norrköping Dolphins     | 133 - 143 | Movistar Estudiantes Madrid | 62 - 74 | 71 - 69  |
| Kauhajoki Karhu Basket  | 167 - 158 | CSM CSU Oradea              | 87 - 84 | 80 - 74  |
| Pallacanestro Cantù     | 159 - 139 | Szolnoki Olaj               | 69 - 68 | 90 - 71  |
| Hapoël Tel-Aviv         | 135 - 146 | Proximus Spirou Charleroi   | 76 - 73 | 59 - 73  |
| KK Šiauliai             | 144 - 170 | Lukoil Levski Sofia         | 79 - 91 | 65 - 79  |
| Polski Cukier Toruń     | 160 - 151 | Tsmoki-Minsk                | 87- 61  | 73 - 90  |
| FC Porto                | 134 - 178 | BK Nijni Novgorod           | 85 - 86 | 49 - 92  |
| Sigal Prishtina         | 139 - 144 | Donar Groningen             | 84 - 64 | 55 - 80  |

#### Deuxième tour
| Équipe 1                  | Score     | Équipe 2                    | Aller   | Retour   |
| ------------------------- | --------- | --------------------------- | ------- | -------- |
| Pallacanestro Cantù       | 170 - 184 | Telenet Giants Antwerp      | 76 - 84 | 94 - 100 |
| Polski Cukier Toruń       | 144 - 137 | Movistar Estudiantes Madrid | 60 - 68 | 84 - 69  |
| Lukoil Levski Sofia       | 167 - 181 | Kauhajoki Karhu Basket      | 88 - 93 | 79 - 88  |
| Proximus Spirou Charleroi | 133 - 130 | Bakken Bears                | 59 - 61 | 74 - 69  |
| BK Nijni Novgorod         | 125 - 116 | Aris Salonique              | 63 - 65 | 62 - 51  |
| Donar Groningen           | 144 - 151 | Fribourg Olympic Basket     | 67 - 72 | 77 - 79  |

#### Troisième tour
| Équipe 1                  | Score     | Équipe 2      | Aller   | Retour  |
| ------------------------- | --------- | ------------- | ------- | ------- |
| Fribourg Olympic Basket   | 163 - 137 | Sakarya BB    | 87 - 85 | 52 - 76 |
| Kauhajoki Karhu Basket    | 112 - 182 | Nanterre 92   | 54 - 91 | 58 - 91 |
| Proximus Spirou Charleroi | 144 - 149 | CB Murcie     | 62 - 71 | 82 - 78 |
| BK Nijni Novgorod         | 177 - 141 | BK Pardubice  | 92 - 84 | 85 - 57 |
| Polski Cukier Toruń       | 146 - 159 | Medi Bayreuth | 73 - 73 | 73 - 86 |

### Saison régulière

#### Groupe A
| Rang | Équipe                 | Pts | J  | G  | P  | Pp   | Pc   | Diff |  | Résultats (dom.\ext.)  |       |       |       |       |         |       |         |       |
| ---- | ---------------------- | --- | -- | -- | -- | ---- | ---- | ---- |  | ---------------------- | ----- | ----- | ----- | ----- | ------- | ----- | ------- | ----- |
| 1    | CB Murcie              | 27  | 14 | 13 | 1  | 1080 | 945  | 135  |  | CB Murcie              |       | 86-71 | 94-90 | 74-62 | 72-69   | 91-85 | 78-70   | 73-47 |
| 2    | Bandırma Banvit        | 23  | 14 | 9  | 5  | 1149 | 1073 | 76   |  | Bandırma Banvit        | 62-63 |       | 78-60 | 96-67 | 96-88   | 78-63 | 75-68   | 89-76 |
| 3    | BK Nijni Novgorod      | 21  | 14 | 7  | 7  | 1117 | 1077 | 40   |  | BK Nijni Novgorod      | 51-72 | 72-75 |       | 85-71 | 93-100  | 82-73 | 86-62   | 74-76 |
| 4    | Le Mans SB             | 21  | 14 | 7  | 7  | 1057 | 1066 | -9   |  | Le Mans SB             | 71-80 | 85-71 | 89-74 |       | 74-77   | 91-76 | 88-79   | 64-54 |
| 5    | Sidigas Avellino       | 21  | 14 | 7  | 7  | 1160 | 1177 | -17  |  | Sidigas Avellino       | 57-63 | 99-95 | 71-92 | 68-81 |         | 74-88 | 105-102 | 82-76 |
| 6    | BK Ventspils           | 20  | 14 | 6  | 8  | 1142 | 1178 | -36  |  | BK Ventspils           | 61-67 | 86-80 | 75-80 | 88-77 | 106-102 |       | 78-99   | 93-92 |
| 7    | Anwil Włocławek        | 18  | 14 | 4  | 10 | 1103 | 1164 | -61  |  | Anwil Włocławek        | 68-87 | 84-95 | 82-93 | 76-64 | 62-72   | 84-71 |         | 74-87 |
| 8    | MHP Riesen Ludwigsburg | 17  | 14 | 3  | 11 | 1035 | 1163 | -128 |  | MHP Riesen Ludwigsburg | 81-80 | 76-88 | 59-85 | 68-73 | 77-96   | 81-99 | 85-93   |       |

#### Groupe B
| Rang | Équipe                  | Pts | J  | G  | P  | Pp   | Pc   | Diff |  | Résultats (dom.\ext.)   |       |       |       |       |         |        |       |        |
| ---- | ----------------------- | --- | -- | -- | -- | ---- | ---- | ---- |  | ----------------------- | ----- | ----- | ----- | ----- | ------- | ------ | ----- | ------ |
| 1    | Iberostar Tenerife      | 26  | 14 | 12 | 2  | 1164 | 945  | 219  |  | Iberostar Tenerife      |       | 78-80 | 79-68 | 65-66 | 84-52   | 87-68  | 91-68 | 97-38  |
| 2    | Umana Reyer Venise      | 24  | 14 | 10 | 4  | 1170 | 1096 | 74   |  | Umana Reyer Venise      | 65-72 |       | 87-99 | 69-59 | 111-104 | 69-73  | 72-62 | 102-81 |
| 3    | Nanterre 92             | 22  | 14 | 8  | 6  | 1159 | 1046 | 113  |  | Nanterre 92             | 58-75 | 80-89 |       | 79-70 | 103-56  | 70-82  | 96-87 | 110-64 |
| 4    | PAOK Salonique          | 22  | 14 | 8  | 6  | 1127 | 1036 | 91   |  | PAOK Salonique          | 77-85 | 77-76 | 83-82 |       | 92-77   | 95-100 | 92-61 | 93-43  |
| 5    | Hapoël Holon            | 21  | 14 | 7  | 7  | 1145 | 1117 | 28   |  | Hapoël Holon            | 77-88 | 69-70 | 62-74 | 72-68 |         | 94-74  | 93-69 | 88-72  |
| 6    | Telekom Baskets Bonn    | 20  | 14 | 6  | 8  | 1120 | 1181 | -61  |  | Telekom Baskets Bonn    | 92-99 | 84-94 | 57-81 | 94-77 | 91-83   |        | 63-70 | 114-77 |
| 7    | Fribourg Olympic Basket | 17  | 14 | 3  | 11 | 1057 | 1184 | -127 |  | Fribourg Olympic Basket | 66-72 | 86-96 | 81-92 | 64-84 | 90-95   | 79-83  |       | 97-79  |
| 8    | BK Opava                | 16  | 14 | 2  | 12 | 952  | 1289 | -337 |  | BK Opava                | 70-92 | 72-90 | 74-67 | 69-94 | 64-97   | 73-71  | 76-77 |        |

#### Groupe C
| Rang | Équipe                 | Pts | J  | G  | P  | Pp   | Pc   | Diff |  | Résultats (dom.\ext.)  |       |        |        |       |       |       |       |        |
| ---- | ---------------------- | --- | -- | -- | -- | ---- | ---- | ---- |  | ---------------------- | ----- | ------ | ------ | ----- | ----- | ----- | ----- | ------ |
| 1    | AEK Athènes            | 26  | 14 | 12 | 2  | 1133 | 1034 | 99   |  | AEK Athènes            |       | 75-79  | 93-86  | 77-76 | 80-56 | 65-59 | 80-76 | 78-71  |
| 2    | Hapoël Jérusalem       | 26  | 14 | 12 | 2  | 1265 | 1093 | 172  |  | Hapoël Jérusalem       | 70-83 |        | 103-89 | 92-72 | 86-72 | 81-67 | 88-64 | 91-77  |
| 3    | Brose Baskets Bamberg  | 23  | 14 | 9  | 5  | 1152 | 1136 | 16   |  | Brose Baskets Bamberg  | 77-73 | 85-88  |        | 82-78 | 73-64 | 82-77 | 78-71 | 88-89  |
| 4    | Telenet Giants Antwerp | 21  | 14 | 7  | 7  | 1120 | 1099 | 21   |  | Telenet Giants Antwerp | 64-71 | 101-89 | 76-85  |       | 67-63 | 70-64 | 85-72 | 102-78 |
| 5    | Panevėžio Lietkabelis  | 19  | 14 | 5  | 9  | 1073 | 1107 | -34  |  | Panevėžio Lietkabelis  | 65-84 | 97-86  | 65-84  | 78-67 |       | 87-91 | 70-97 | 78-62  |
| 6    | JDA Dijon              | 18  | 14 | 4  | 10 | 1058 | 1118 | -60  |  | JDA Dijon              | 80-90 | 83-85  | 97-101 | 61-80 | 99-91 |       | 74-63 | 85-87  |
| 7    | ČEZ Nymburk            | 18  | 14 | 4  | 10 | 1097 | 1183 | -86  |  | ČEZ Nymburk            | 93-94 | 80-111 | 78-84  | 82-74 | 78-89 | 78-71 |       | 104-87 |
| 8    | Montakit Fuenlabrada   | 17  | 14 | 3  | 11 | 1082 | 1210 | -128 |  | Montakit Fuenlabrada   | 82-90 | 77-105 | 65-75  | 96-84 | 59-73 | 78-85 | 71-72 |        |

#### Groupe D
| Rang | Équipe                   | Pts | J  | G  | P  | Pp   | Pc   | Diff |  | Résultats (dom.\ext.)    |       |       |        |       |        |       |       |       |
| ---- | ------------------------ | --- | -- | -- | -- | ---- | ---- | ---- |  | ------------------------ | ----- | ----- | ------ | ----- | ------ | ----- | ----- | ----- |
| 1    | Virtus Bologne           | 24  | 14 | 10 | 4  | 1203 | 1099 | 104  |  | Virtus Bologne           |       | 70-71 | 83-78  | 98-91 | 87-81  | 89-60 | 74-67 | 87-84 |
| 2    | Beşiktaş JK              | 23  | 14 | 9  | 5  | 1089 | 1064 | 25   |  | Beşiktaş JK              | 90-94 |       | 77-70  | 96-74 | 71-78  | 80-71 | 74-90 | 94-84 |
| 3    | Neptūnas Klaipėda        | 22  | 14 | 8  | 6  | 1166 | 1130 | 36   |  | Neptūnas Klaipėda        | 88-85 | 78-63 |        | 82-83 | 92-83  | 77-79 | 83-73 | 82-74 |
| 4    | Promitheas Patras        | 22  | 14 | 8  | 6  | 1143 | 1150 | -7   |  | Promitheas Patras        | 85-95 | 80-72 | 69-82  |       | 77-64  | 84-88 | 95-83 | 79-77 |
| 5    | SIG Strasbourg           | 22  | 14 | 8  | 6  | 1090 | 1085 | 5    |  | SIG Strasbourg           | 83-80 | 64-69 | 80-90  | 83-78 |        | 61-64 | 67-63 | 81-73 |
| 6    | BC Filou Ostende         | 21  | 14 | 7  | 7  | 1071 | 1119 | -48  |  | BC Filou Ostende         | 77-76 | 66-73 | 91-89  | 84-93 | 94-100 |       | 82-62 | 73-79 |
| 7    | Medi Bayreuth            | 19  | 14 | 5  | 9  | 1084 | 1092 | -8   |  | Medi Bayreuth            | 83-93 | 70-78 | 102-78 | 70-75 | 76-84  | 87-71 |       | 82-71 |
| 8    | Petrol Olimpija Ljubjana | 15  | 14 | 1  | 13 | 1049 | 1156 | -107 |  | Petrol Olimpija Ljubjana | 61-92 | 75-81 | 88-97  | 76-80 | 71-81  | 69-71 | 67-76 |       |

### Playoffs
Le Final Four a lieu du 3 au 5 mai 2019 au Palais des sports d'Anvers.
|  | Huitièmes de finale | Huitièmes de finale     | Huitièmes de finale    | Huitièmes de finale    | Huitièmes de finale |    |                 | Quarts de finale       | Quarts de finale | Quarts de finale | Quarts de finale | Quarts de finale |  |    | Demi-finales       | Demi-finales           | Demi-finales |    |                        | Finale             | Finale | Finale |
|  |                     |                         |                        |                        |                     |    |                 |                        |                  |                  |                  |                  |  |    |                    |                        |              |    |                        |                    |        |        |
|  | B1                  | Iberostar Tenerife      | 57                     | *79                    | 136                 |    |                 |                        |                  |                  |                  |                  |  |    |                    |                        |              |    |                        |                    |        |        |
|  | D4                  | Promitheas Patras       | *69                    | 56                     | 125                 |    |                 |                        |                  |                  |                  |                  |  |    |                    |                        |              |    |                        |                    |        |        |
|  | D4                  | Promitheas Patras       | *69                    | 56                     | 125                 |    | B1              | Iberostar Tenerife     | 73               | *81              | 154              |                  |  |    |                    |                        |              |    |                        |                    |        |        |
|  |                     |                         |                        |                        |                     |    | B1              | Iberostar Tenerife     | 73               | *81              | 154              |                  |  |    |                    |                        |              |    |                        |                    |        |        |
|  |                     |                         | C2                     | Hapoël Jérusalem       | *75                 | 64 | 139             |                        |                  |                  |                  |                  |  |    |                    |                        |              |    |                        |                    |        |        |
|  | C2                  | Hapoël Jérusalem        | C2                     | Hapoël Jérusalem       | *75                 | 64 | 139             | 86                     | *84              | 170              |                  |                  |  |    |                    |                        |              |    |                        |                    |        |        |
|  | C2                  | Hapoël Jérusalem        |                        |                        |                     |    |                 | 86                     | *84              | 170              |                  |                  |  |    |                    |                        |              |    |                        |                    |        |        |
|  | D3                  | Neptūnas Klaipėda       | *74                    | 64                     | 138                 |    |                 |                        |                  |                  |                  |                  |  |    |                    |                        |              |    |                        |                    |        |        |
|  | D3                  | Neptūnas Klaipėda       | *74                    | 64                     | 138                 |    |                 |                        |                  |                  |                  |                  |  | B1 | Iberostar Tenerife | 70                     |              |    |                        |                    |        |        |
|  |                     |                         |                        |                        |                     |    |                 |                        |                  |                  |                  |                  |  | B1 | Iberostar Tenerife | 70                     |              |    |                        |                    |        |        |
|  |                     | C4                      | Telenet Giants Antwerp | 54                     |                     |    |                 |                        |                  |                  |                  |                  |  |    |                    |                        |              |    |                        |                    |        |        |
|  | A1                  | C4                      | Telenet Giants Antwerp | 54                     | CB Murcie           | 67 | *78             | 145                    |                  |                  |                  |                  |  |    |                    |                        |              |    |                        |                    |        |        |
|  | A1                  |                         |                        |                        | CB Murcie           | 67 | *78             | 145                    |                  |                  |                  |                  |  |    |                    |                        |              |    |                        |                    |        |        |
|  | C4                  | Telenet Giants Antwerp0 | *75                    | 77                     | 152                 |    |                 |                        |                  |                  |                  |                  |  |    |                    |                        |              |    |                        |                    |        |        |
|  | C4                  | Telenet Giants Antwerp0 | *75                    | 77                     | 152                 |    | C4              | Telenet Giants Antwerp | 83               | *66              | 149              |                  |  |    |                    |                        |              |    |                        |                    |        |        |
|  |                     |                         |                        |                        |                     |    | C4              | Telenet Giants Antwerp | 83               | *66              | 149              |                  |  |    |                    |                        |              |    |                        |                    |        |        |
|  |                     |                         | A3                     | BK Nijni Novgorod      | *68                 | 61 | 129             |                        |                  |                  |                  |                  |  |    |                    |                        |              |    |                        |                    |        |        |
|  | B2                  | Umana Reyer Venise      | A3                     | BK Nijni Novgorod      | *68                 | 61 | 129             | 72                     | *84              | 156              |                  |                  |  |    |                    |                        |              |    |                        |                    |        |        |
|  | B2                  | Umana Reyer Venise      |                        |                        |                     |    |                 | 72                     | *84              | 156              |                  |                  |  |    |                    |                        |              |    |                        |                    |        |        |
|  | A3                  | BK Nijni Novgorod       | *95                    | 66                     | 161                 |    |                 |                        |                  |                  |                  |                  |  |    |                    |                        |              |    |                        |                    |        |        |
|  | A3                  | BK Nijni Novgorod       | *95                    | 66                     | 161                 |    |                 |                        |                  |                  |                  |                  |  |    |                    |                        |              |    | B1                     | Iberostar Tenerife | 61     |        |
|  |                     |                         |                        |                        |                     |    |                 |                        |                  |                  |                  |                  |  |    |                    |                        |              |    | B1                     | Iberostar Tenerife | 61     |        |
|  |                     | D1                      | Virtus Bologne         | 73                     |                     |    |                 |                        |                  |                  |                  |                  |  |    |                    |                        |              |    |                        |                    |        |        |
|  | D1                  | D1                      | Virtus Bologne         | 73                     | Virtus Bologne      | 74 | *81             | 155                    |                  |                  |                  |                  |  |    |                    |                        |              |    |                        |                    |        |        |
|  | D1                  |                         |                        |                        | Virtus Bologne      | 74 | *81             | 155                    |                  |                  |                  |                  |  |    |                    |                        |              |    |                        |                    |        |        |
|  | A4                  | Le Mans SB              | *74                    | 58                     | 132                 |    |                 |                        |                  |                  |                  |                  |  |    |                    |                        |              |    |                        |                    |        |        |
|  | A4                  | Le Mans SB              | *74                    | 58                     | 132                 |    | D1              | Virtus Bologne         | 75               | *73              | 148              |                  |  |    |                    |                        |              |    |                        |                    |        |        |
|  |                     |                         |                        |                        |                     |    | D1              | Virtus Bologne         | 75               | *73              | 148              |                  |  |    |                    |                        |              |    |                        |                    |        |        |
|  |                     |                         | B3                     | Nanterre 92            | *83                 | 58 | 141             |                        |                  |                  |                  |                  |  |    |                    |                        |              |    |                        |                    |        |        |
|  | D2                  | Beşiktaş JK             | B3                     | Nanterre 92            | *83                 | 58 | 141             | 59                     | *60              | 119              |                  |                  |  |    |                    |                        |              |    |                        |                    |        |        |
|  | D2                  | Beşiktaş JK             |                        |                        |                     |    |                 | 59                     | *60              | 119              |                  |                  |  |    |                    |                        |              |    |                        |                    |        |        |
|  | B3                  | Nanterre 92             | *68                    | 62                     | 130                 |    |                 |                        |                  |                  |                  |                  |  |    |                    |                        |              |    |                        |                    |        |        |
|  | B3                  | Nanterre 92             | *68                    | 62                     | 130                 |    |                 |                        |                  |                  |                  |                  |  | D1 | Virtus Bologne     | 67                     |              |    |                        |                    |        |        |
|  |                     |                         |                        |                        |                     |    |                 |                        |                  |                  |                  |                  |  | D1 | Virtus Bologne     | 67                     |              |    |                        |                    |        |        |
|  |                     | C3                      | Brose Baskets Bamberg0 | 50                     |                     |    | Troisième place | Troisième place        | Troisième place  |                  |                  |                  |  |    |                    |                        |              |    |                        |                    |        |        |
|  | C1                  | C3                      | Brose Baskets Bamberg0 | 50                     | AEK Athènes         | 84 | Troisième place | Troisième place        | Troisième place  | *62              | 146              |                  |  |    |                    |                        |              |    |                        |                    |        |        |
|  | C1                  |                         |                        |                        | AEK Athènes         | 84 |                 |                        |                  | *62              | 146              |                  |  |    |                    |                        |              |    |                        |                    |        |        |
|  | B4                  | PAOK Salonique          | *75                    | 63                     | 138                 |    |                 |                        |                  |                  |                  |                  |  |    |                    |                        |              |    |                        |                    |        |        |
|  | B4                  | PAOK Salonique          | *75                    | 63                     | 138                 |    | C1              | AEK Athènes            | 67               | *69              | 136              |                  |  |    |                    |                        |              | C4 | Telenet Giants Antwerp | 72                 |        |        |
|  |                     |                         |                        |                        |                     |    | C1              | AEK Athènes            | 67               | *69              | 136              |                  |  |    |                    |                        |              | C4 | Telenet Giants Antwerp | 72                 |        |        |
|  |                     |                         | C3                     | Brose Baskets Bamberg0 | *71                 | 67 | 138             |                        |                  |                  |                  |                  |  |    | C3                 | Brose Baskets Bamberg0 | 58           |    |                        |                    |        |        |
|  | A2                  | Bandırma Banvit         | C3                     | Brose Baskets Bamberg0 | *71                 | 67 | 138             | 79                     | *85              | 164              |                  |                  |  |    | C3                 | Brose Baskets Bamberg0 | 58           |    |                        |                    |        |        |
|  | A2                  | Bandırma Banvit         |                        |                        |                     |    |                 | 79                     | *85              | 164              |                  |                  |  |    |                    |                        |              |    |                        |                    |        |        |
|  | C3                  | Brose Baskets Bamberg   | *81                    | 88                     | 169                 |    |                 |                        |                  |                  |                  |                  |  |    |                    |                        |              |    |                        |                    |        |        |

* précède l'équipe évoluant à domicile (pour les séries hors final four)

## Récompenses individuelles

### Récompenses hebdomadaires

#### MVP par journée
| Journée | Joueur                     | Équipe                       | Pts | Reb | PD | Éval |
| ------- | -------------------------- | ---------------------------- | --- | --- | -- | ---- |
| 1       | Norris Cole (1/2)          | Sidigas Avellino (1/2)       | 34  | 5   | 7  | 28   |
| 2       | Austin Daye (1/1)          | Umana Reyer Venise (1/1)     | 30  | 11  | 3  | 33   |
| 3       | Norris Cole (2/2)          | Sidigas Avellino (2/2)       | 33  | 8   | 9  | 33   |
| 4       | Vince Hunter (1/3)         | AEK Athènes (1/4)            | 25  | 11  |    | 39   |
| 5       | James Feldeine (1/1)       | Hapoël Jérusalem (1/1)       | 35  | 5   |    | 39   |
| 6       | Julian Gamble (1/1)        | Nanterre 92 (1/1)            | 28  | 11  |    | 35   |
| 7       | Línos Chrysikópoulos (1/1) | PAOK Salonique (1/1)         | 24  | 5   |    | 25   |
| 8       | Malcolm Griffin (1/1)      | AEK Athènes (2/3)            | 25  | 7   |    | 34   |
| 9       | Paris Lee (1/1)            | Telenet Giants Antwerp (1/1) | 27  |     | 10 | 35   |
| 10      | Jason Rich (1/1)           | Beşiktaş JK (1/1)            | 28  | 4   |    | 27   |
| 11      | Marcos Knight (1/1)        | MHP Riesen Ludwigsburg (1/1) | 27  | 6   | 5  | 39   |
| 12      | Vince Hunter (2/3)         | AEK Athènes (3/4)            | 24  | 11  | 5  | 37   |
| 13      | Vince Hunter (3/3)         | AEK Athènes (4/4)            | 25  | 8   |    | 39   |
| 14      | Amath M'Baye (1/2)         | Virtus Bologne (1/2)         | 20  | 10  | 2  |      |

| Tour                | Joueur               | Équipe                      | Pts  | Reb | PD  | Éval |
| ------------------- | -------------------- | --------------------------- | ---- | --- | --- | ---- |
| Huitièmes de finale | Tyrese Rice (1/1)    | Brose Baskets Bamberg (1/1) | 26,0 |     | 4,5 | 21,0 |
| Quarts de finale    | Tim Abromaitis (1/1) | Iberostar Tenerife (1/1)    | 18,5 | 7,0 |     |      |
| Final Four          | Kevin Punter (1/1)   | Virtus Bologne (1/1)        | 26,0 | 7,0 |     |      |

#### Meilleur cinq par journée
| Journée | PG                                               | SG                                               | SF                                               | PF                                             | C                                                 |
| ------- | ------------------------------------------------ | ------------------------------------------------ | ------------------------------------------------ | ---------------------------------------------- | ------------------------------------------------- |
| 1       | Norris Cole (1/2) Sidigas Avellino (1/5)         | Francisco Cruz (1/1) Montakit Fuenlabrada (1/1)  | Kevin Punter (1/3) Virtus Bologne (1/5)          | Robin Benzing (1/1) Beşiktaş JK (1/3)          | Ali Traoré (1/1) SIG Strasbourg (1/4)             |
| 2       | Tyrese Rice (1/5) Brose Baskets Bamberg (1/7)    | Giannoulis Larentzakis (1/1) AEK Athènes (1/8)   | Austin Daye (1/1) Umana Reyer Venise (1/3)       | Matt Costello (1/1) Sidigas Avellino (2/5)     | Babacar Touré (1/1) Fribourg Olympic Basket (1/1) |
| 3       | Norris Cole (2/2) Sidigas Avellino (3/5)         | Simas Jasaitis (1/1) Panevėžio Lietkabelis (1/2) | Jae'Sean Tate (1/1) Telenet Giants Antwerp (1/4) | Tim Abromaitis (1/2) Iberostar Tenerife (1/5)  | Youssoupha Fall (1/2) SIG Strasbourg (2/4)        |
| 4       | Tyrese Rice (2/5) Brose Baskets Bamberg (2/7)    | Jan Špan (1/1) Petrol Olimpija Ljubjana (1/1)    | Rion Brown (1/2) Promitheas Patras (1/2)         | Amar'e Stoudemire (1/1) Hapoël Jérusalem (1/7) | Vince Hunter (1/6) AEK Athènes (2/8)              |
| 5       | David Stockton (1/1) Medi Bayreuth (1/3)         | Charlon Kloof (1/1) CB Murcie (1/1)              | James Feldeine (1/2) Hapoël Jérusalem (2/7)      | Demetris Nichols (1/1) Sidigas Avellino (4/5)  | Stevan Jelovac (1/1) Brose Baskets Bamberg (3/7)  |
| 6       | Lamont Jones (1/1) MHP Riesen Ludwigsburg (1/2)  | Kevin Punter (2/3) Virtus Bologne (2/5)          | Josh Owens (1/1) Hapoël Jérusalem (3/7)          | Vince Hunter (2/6) AEK Athènes (3/8)           | Julian Gamble (1/2) Nanterre 92 (1/2)             |
| 7       | Khalif Wyatt (1/1) Hapoël Holon (1/1)            | Pietro Aradori (1/1) Virtus Bologne (3/5)        | Línos Chrysikópoulos (1/1) PAOK Salonique (1/2)  | Hassan Martin (1/1) Medi Bayreuth (2/3)        | Augustine Rubit (1/1) Brose Baskets Bamberg (4/7) |
| 8       | Tyrese Rice (3/5) Brose Baskets Bamberg (5/7)    | Malcolm Griffin (1/1) AEK Athènes (4/8)          | Kassius Robertson (1/1) Medi Bayreuth (3/3)      | Jerai Grant (1/1) Neptūnas Klaipėda (1/2)      | Sebas Saiz (1/1) Iberostar Tenerife (2/5)         |
| 9       | Paris Lee (1/3) Telenet Giants Antwerp (2/4)     | Nicolás Brussino (1/1) Iberostar Tenerife (3/5)  | Deron Washington (1/1) Umana Reyer Venise (2/3)  | Bojan Subotić (1/1) Telekom Baskets Bonn (1/1) | Youssoupha Fall (2/2) SIG Strasbourg (3/4)        |
| 10      | Tamir Blatt (1/2) Hapoël Jérusalem (4/7)         | William Hatcher (1/1) PAOK Salonique (2/2)       | Jason Rich (1/1) Beşiktaş JK (2/3)               | Rion Brown (2/2) Promitheas Patras (2/2)       | Colton Iverson (1/1) Iberostar Tenerife (4/5)     |
| 11      | Marcos Knight (1/1) MHP Riesen Ludwigsburg (2/2) | Gary Neal (1/1) Bandırma Banvit (1/2)            | Kevin Punter (3/3) Virtus Bologne (4/5)          | Vince Hunter (3/6) AEK Athènes (5/8)           | Žiga Dimec (1/1) Panevėžio Lietkabelis (2/2)      |
| 12      | David Holston (1/1) JDA Dijon (1/1)              | Keifer Sykes (1/1) Sidigas Avellino (5/5)        | Rihards Lomažs (1/1) BK Ventspils (1/1)          | Jordan Morgan (3/3) Bandırma Banvit (2/2)      | Vince Hunter (4/6) AEK Athènes (6/8)              |
| 13      | Tamir Blatt (2/2) Hapoël Jérusalem (5/7)         | Julyan Stone (1/1) Umana Reyer Venise (3/3)      | Mardy Collins (1/1) SIG Strasbourg (4/4)         | Vince Hunter (5/6) AEK Athènes (7/8)           | Ivan Buva (1/1) Beşiktaş JK (3/3)                 |
| 14      | Antoine Eito (1/1) Le Mans SB (1/1)              | Kyle Weaver (1/1) Neptūnas Klaipėda (2/2)        | Amath M'Baye (1/2) Virtus Bologne (5/6)          | Julian Gamble (2/2) Nanterre 92 (2/2)          | Vladimir Dragičević (1/2) BK Nijni Novgorod (1/2) |

| Journée             | PG                                           | SG                                            | SF                                          | PF                                      | C                                                 |
| ------------------- | -------------------------------------------- | --------------------------------------------- | ------------------------------------------- | --------------------------------------- | ------------------------------------------------- |
| Huitièmes de finale | Paris Lee (2/3) Telenet Giants Antwerp (3/4) | Tyrese Rice (4/5) Brose Baskets Bamberg (6/7) | TaShawn Thomas (1/1) Hapoël Jérusalem (6/7) | Vince Hunter (6/6) AEK Athènes (8/8)    | Vladimir Dragičević (2/2) BK Nijni Novgorod (2/2) |
| Quarts de finale    | Paris Lee (3/3) Telenet Giants Antwerp (4/4) | Tyrese Rice (5/5) Brose Baskets Bamberg (7/7) | James Feldeine (2/2) Hapoël Jérusalem (7/7) | Amath M'Baye (2/2) Virtus Bologne (6/6) | Tim Abromaitis (2/2) Iberostar Tenerife (5/5)     |